# Yngling (bådtype)
 For alternative betydninger, se Yngling. (Se også artikler, som begynder med Yngling)
En Yngling er en sejlbåd, som det Internationale Yngling Forbund kalder en “indforstået krydsning mellem en planende jolle og en kølbåd”. Det er også en lillesøster til Solingen.
Den har en skrovvægt på 645 kg og blev designet i 1967 af Jan Herman Linge. I maj 1979 blev den en international klasse. Linge ville bygge en kølbåd til sin søn, derfor blev den kaldt “Yngling.”
Ynglingen er designet til at sejle med to eller tre besætningsmedlemmer, der tilsammen har en kropsvægt på op til 225 kg. Klassereglerne siger, at en Yngling med fuld besætning skal kunne flyde, selvom den er fyldt med vand.
Ynglingen har et storsejl, en fok og en spiler. I forhold til de fleste joller som f.eks. Laseren, har Ynglingen meget mere trim og kæntrer kun sjældent, hvilket gør den til en “venlig” båd. Den er blevet valgt som kølbåd for kvinder til OL i 2004 og 2008.
Danske sejlere har til sammen vundet VM 22 gange i yngling siden 1972.

## Resultater gennem tiderne
| År   | VM                               | EM                               | DM                               | JDM                             | OL                          |
| ---- | -------------------------------- | -------------------------------- | -------------------------------- | ------------------------------- | --------------------------- |
| 2017 | 1: NED 328 2: DEN 263 3: GER 1   |                                  |                                  |                                 |                             |
| 2016 | 1: AUT 296 2: NED 365 3: NED 335 |                                  | 1: DEN 111 2: DEN 215 3: DEN 199 |                                 |                             |
| 2015 |                                  |                                  | 1: DEN 111 2: DEN 31 3: DEN 155  |                                 |                             |
| 2014 | 1: NED 333 2: NED 355 3: NED 336 |                                  | 1: DEN 195 2: DEN 111 3: DEN 132 |                                 |                             |
| 2013 |                                  |                                  | 1: DENxxx 2: DENxxx 3: DENxxx    |                                 |                             |
| 2012 | 1: 2: 3:                         | 1: 2: 3:                         | 1: DENxxx 2: DENxxx 3: DENxxx    | 1: 2: 3:                        | England, Weymouth 1: 2: 3:  |
| 2011 | 1: NED 355 2: NED 328 3: GER 1   | 1: NED 333 2: DEN 199 3: NED 365 | 1: DENxxx 2: DENxxx 3: DENxxx    | 1: 2: 3:                        |                             |
| 2010 | 1: USA 348 2: NED 353 3: NED 328 | 1: 2: 3:                         | 1: DENxxx 2: DENxxx 3: DENxxx    | 1: 2: 3:                        |                             |
| 2009 | 1: NED 328 2: NED 355 3: NED 333 | 1: 2: 3:                         | 1: DENxxx 2: DENxxx 3: DENxxx    | 1: 2: 3:                        |                             |
| 2008 | 1: NED 328 2: NED 333 3: CAN 14  | 1: 2: 3:                         | 1: DENxxx 2: DENxxx 3: DENxxx    | 1: 2: 3:                        | Kina, Qingdao 1: 2: 3:      |
| 2007 | 1: NED 333 2: RUS 4 3: RUS 8     | 1: 2: 3:                         | 1: DENxxx 2: DENxxx 3: DENxxx    | 1: 2: 3:                        |                             |
| 2006 | 1: USA 348 2: NED 328 3: NED 149 | 1: 2: 3:                         | 1: DENxxx 2: DENxxx 3: DENxxx    | 1: DEN 191 2: DEN 205 3: DEN 23 |                             |
| 2005 | 1: 2: 3:                         | 1: 2: 3:                         | 1: DENXXX 2: DENxxx 3: DENxxx    | 1: 2: 3:                        |                             |
| 2004 | 1: 2: 3:                         | 1: 2: 3:                         | 1: DENxxx 2: DENxxx 3: DENxxx    | 1: 2: 3:                        | Grækenland, Pireus 1: 2: 3: |
| 2003 | 1: 2: 3:                         | 1: 2: 3:                         | 1: DENxxx 2: DENxxx 3: DENxxx    | 1: 2: 3:                        |                             |
| 2002 | 1: 2: 3:                         | 1: 2: 3:                         | 1: DENxxx 2: DENxxx 3: DENxxx    | 1: 2: 3:                        |                             |
| 2001 | 1: 2: 3:                         | 1: 2: 3:                         | 1: DENxxx 2: DENxxx 3: DENxxx    | 1: 2: 3:                        |                             |
| 2000 | 1: 2: 3:                         | 1: 2: 3:                         | 1: DENxxx 2: DENxxx 3: DENxxx    | 1: 2: 3:                        |                             |
| 1999 | 1: 2: 3:                         | 1: 2: 3:                         | 1: DENxxx 2: DENxxx 3: DENxxx    | 1: 2: 3:                        |                             |
| 1998 | 1: 2: 3:                         | 1: 2: 3:                         | 1: DENxxx 2: DENxxx 3: DENxxx    | 1: 2: 3:                        |                             |
| 1997 | 1: 2: 3:                         | 1: 2: 3:                         | 1: DENxxx 2: DENxxx 3: DENxxx    | 1: 2: 3:                        |                             |
| 1996 | 1: 2: 3:                         | 1: 2: 3:                         | 1: DENxxx 2: DENxxx 3: DENxxx    | 1: 2: 3:                        |                             |
| 1995 | 1: 2: 3:                         | 1: 2: 3:                         | 1: DENxxx 2: DENxxx 3: DENxxx    | 1: 2: 3:                        |                             |
| 1994 | 1: 2: 3:                         | 1: 2: 3:                         | 1: DENxxx 2: DENxxx 3: DENxxx    | 1: 2: 3:                        |                             |
| 1993 | 1: 2: 3:                         | 1: 2: 3:                         | 1: DENxxx 2: DENxxx 3: DENxxx    | 1: 2: 3:                        |                             |
| 1992 | 1: 2: 3:                         | 1: 2: 3:                         | 1: DENxxx 2: DENxxx 3: DENxxx    | 1: 2: 3:                        |                             |
| 1991 | 1: 2: 3:                         | 1: 2: 3:                         | 1: DENxxx 2: DENxxx 3: DENxxx    | 1: 2: 3:                        |                             |
| 1990 | 1: 2: 3:                         | 1: 2: 3:                         | 1: DENxxx 2: DENxxx 3: DENxxx    | 1: 2: 3:                        |                             |
| 1989 | 1: 2: 3:                         | 1: 2: 3:                         | 1: DENxxx 2: DENxxx 3: DENxxx    | 1: 2: 3:                        |                             |
| 1988 | 1: 2: 3:                         | 1: 2: 3:                         | 1: DENxxx 2: DENxxx 3: DENxxx    | 1: 2: 3:                        |                             |
| 1987 | 1: 2: 3:                         | 1: 2: 3:                         | 1: DENxxx 2: DENxxx 3: DENxxx    | 1: 2: 3:                        |                             |

## Eksterne links
- International Yngling Association
- Dansk Yngling Club

| Vandsport/vandtransport | Spire Denne vandsports- eller vandtransportsartikel er en spire som bør udbygges. Du er velkommen til at hjælpe Wikipedia ved at udvide den. |